# 581

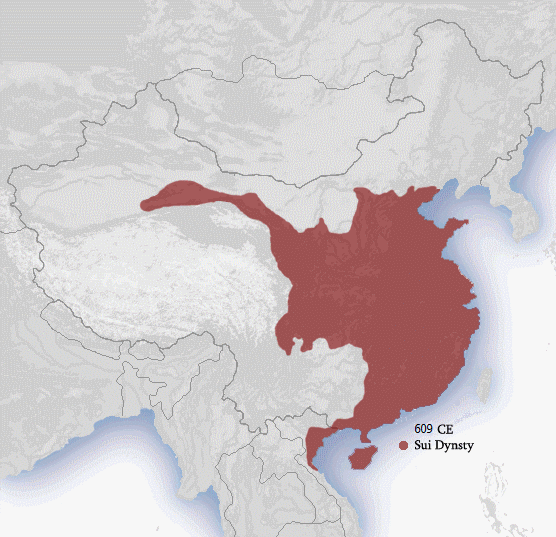
De Sui-dynastie (581-618)

Het jaar 581 is het 81e jaar in de 6e eeuw volgens de christelijke jaartelling.

## Gebeurtenissen

### Byzantijnse Rijk
- Romeins-Perzische Oorlog: Een Byzantijns expeditieleger onder bevel van Mauricius (toekomstig keizer van het Byzantijnse Rijk) gesteund door de Ghassaniden probeert tevergeefs de Perzische hoofdstad Ctesiphon, gelegen aan de rivier de Eufraat, te veroveren. De Byzantijnen moet zich terugtrekken naar Syrië en er ontstaat een patstelling langs het front in Mesopotamië.

### Europa
- De 11-jarige Childebert II wordt onder bescherming van zijn oom Gunthram, koning van Bourgondië, als troonopvolger van Austrasië aangewezen.

### Perzië
- Koning Hormazd IV terroriseert de Joden in het Perzische Rijk en dwingt velen te vluchten, inclusief de leiders van de joodse academies.

### Azië
- De Noordelijke Zhou-dynastie houdt op te bestaan: na een korte strijd maakt Yang Jian, een veldheer van zowel Chinese als barbaarse afkomst, zich meester van de troon en sticht de nieuwe Sui-dynastie. Hij hervormt het centrale bestuur en consolideert zijn macht door keizer Jing Di (pas 8 jaar oud) en 58 leden van de keizerlijke familie te executeren.
- Het Rijk van de Göktürken valt uiteen in een Westelijk en een Oostelijk khanaat (vorstendom) nadat de heerser (chan) Taspar overlijdt. Er ontstaat een strijd om de opvolging, die gestimuleerd wordt door Chinese invloeden. (waarschijnlijke datum)

## Geboren
- Abu Ubayda ibn al-Jarrah, metgezel van Mohammed (waarschijnlijke datum)
- Bilaal ibn Rabaah', metgezel van Mohammed (waarschijnlijke datum)
- Sun Simiao, Chinees geneeskundige (overleden 682)

## Overleden
- Jing Di (8), keizer van het Chinese Keizerrijk